# Annali di Tlatelolco
Gli Annali di Tlatelolco (spagnolo: Anales de Tlatelolco) sono un codice manoscritto su carta amatl, redatto in lingua nahuatl, attraverso l'uso di caratteri latini, da anonimi autori Aztechi nel 1528 a Tlatelolco, solo sette anni dopo la caduta dell'impero azteco. Il manoscritto fornisce una visione dall'interno delle opinioni dei popoli conquistati, e di come vedevano loro la distruzione della cultura azteca.

## Descrizione
Gli autori hanno preferito rimanere anonimi, probabilmente per difendersi dalle autorità spagnole. Si crede che questi scrittori siano in seguito divenuti le fonti delle opere di Bernardino de Sahagún. Il religioso Angel Maria Garibay (1892–1967) ne fornì una traduzione in spagnolo nel 1956.
È noto anche con altri nomi, tra cui Unos Annales Históricos de la Nación Mexicana ("Alcuni annali storici della nazione messicana"), La relación anónima de Tlatelolco, Manoscritto 22, e Codex Tlatelolco. Attualmente questa opera è conservata presso la Biblioteca nazionale di Francia a Parigi.

## Edizioni
È stato edito più volte. La versione più importante è quella edita da Antigua Libreria de Robredo, Messico, 1948, introduzione di Robert Barlow, traduzione e note di Henrich Berlin. La più recente è quella di Conaculta (Consejo Nacional para la Cultura y las Artes), Messico, 2002, traduzione di Rafael Tena, Col. Cien de México, 207 pp., ISBN 970-35-0507-4.